# 诺沃塞利察 (苏梅区)
50°50′18″N 34°53′8″E / 50.83833°N 34.88556°E

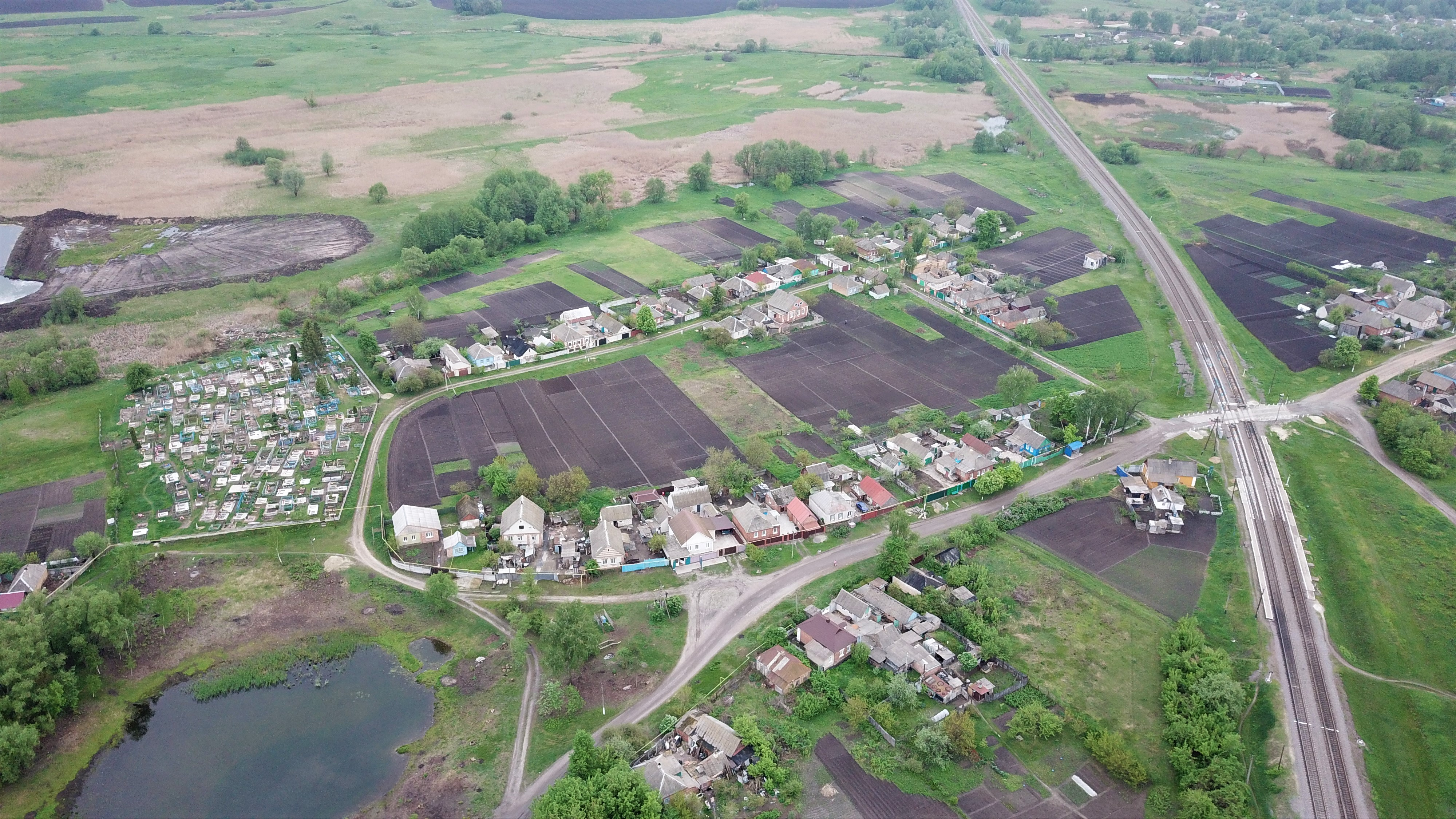
上空照

诺沃塞利察（烏克蘭語：Новоселиця）是烏克蘭東北部的村莊，由蘇梅州蘇梅區的上瑟羅瓦特卡市鎮負責管轄。該村處於瑟羅瓦特卡河右岸，距離斯塔雷村2公里，海拔高度133米，2001年人口436。